# Japanske ris
Japanske ris (Oryza sativa ssp. japonica), i Danmark solgt som enten grød- eller sushiris, er en kortkornet rundet rissort. Den er en central ingrediens i det japanske køkken. Tidligere blev de japanske ris primært solgt som grødris, sammen med andre rissorter. I de seneste år er en større og større andel dog blevet solgt som sushiris. Japanske ris er mere klistrede end andre rissorter, hvilket muliggør fremstillingen af sushi. 